# Історико-меморіальний музей Іллі Рєпіна
Історико-меморіальний музей Іллі Рєпіна — історико-меморіальний та художній музей Іллі Юхимовича Рєпіна, створений на батьківщині художника у місті Чугуїв.

## Довгобуд або передісторія

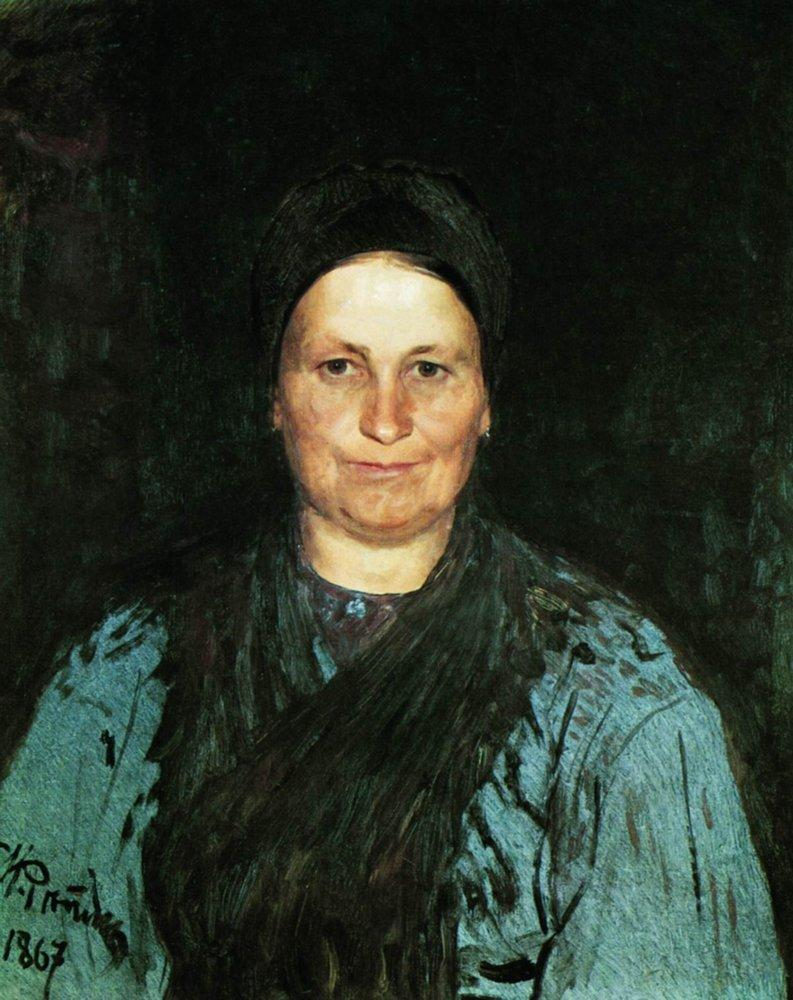
Портрет Тетяни Степанівни Рєпіної, матері художника. 1867

Клопоти по створенню меморіальної або художньої зони в провінційному місті Чугуїв розпочалися ще за життя Іллі Рєпіна. В місті до початку 20 ст. випадково збереглися декілька споруд, вибудуваних за типовими проектами для військових поселень доби Аракчеєва. Серед них — колишній Штаб військових поселень та малий і стандартний будиночок родини військового поселенця, котрим був батько майбутнього художника Юхим Рєпін. Навіть дружина Юхима та мати Іллі була дочкою військового поселенця, тобто вони були в стані кріпаків.
Рєпін відгукнувся на клопоти по створенню хоча би художньої школи в Чугуєві. Його також підтримав молодий тоді літератор Корній Чуковський, що закликав надсилати невеликі кошти на заснування художньої школи. Найбільший грошовий внесок прислав сам Ілля Рєпін. Він же надав проекту створення закладу назву «Діловий двір» (як колись називали майстерні). Але будівництво призупинили і воно не було реалізоване.
Ілля Рєпін відвідав Чугуїв останній раз 1914 року.

## Довгобуд у підрадянський період
Лише 5 липня 1936 року Райвиконком міста Чугуїв затвердив постанову про заснування в місті меморіального будинку-музею Іллі Рєпіна. Навіть на шпальтах районної газети «Путь к социализму» були надруковані стаття академіка І. Грабаря про художника, спогади чугуївців, вірші місцевих поетів-аматорів… Все це робилося в межах радянської кампанії по привласненню пам'яті і слави відомого художника, котрий, однак, не побажав повертатися у СРСР з Фінляндії, де перебував у свідомій еміграції до власної смерті у вересні 1930 року. В події створення меморіального музею втрутились трагічні події фашистської окупації Чугуєва, котрі тривали до 1944 року.
За наказом з Кремля 1944 року у звільненому від фашистів Чугуєві відбулися урочистості з нагоди сторіччя з року народження уславленого земляка. В місті побували радянські діячі мистецтва з Москви та з Харкова. Харківські художники створили тоді альбом естампів (бо це було дешево і швидко), в котрих відтворили краєвиди батьківщини Іллі Рєпіна.
Лише 1956 року до ідеї створення в Чугуєві меморіального музею І. Ю. Рєпіна знову повернулись.
Музей відкрили офіційно тільки 1969 року з нагоди 125-річчя з року народження Іллі Рєпіна. У музеї, котрий мав шість маленьких кімнат старовинної побудови, відтворили меморіальну та художню частини. У дворі меморіального музею 1989 року відтворили майстерню художника. Колишню дерев'яну споруду майстерні не зберегли. Її відтворили наново за архівними матеріалами.
Під час перебування в Чугуєві вже відомий художник працював над низкою власних картин, серед котрих «Протодиякон», «Повернення з війни», «Мужичок з несміливих», портрет першої дружини Віри, сусідки Софії Любницької тощо.

## Міжнародний рєпінський пленер
З 2000 року в місті Чугуїв започаткували проведення Міжнародного рєпінського пленера.

## Галерея

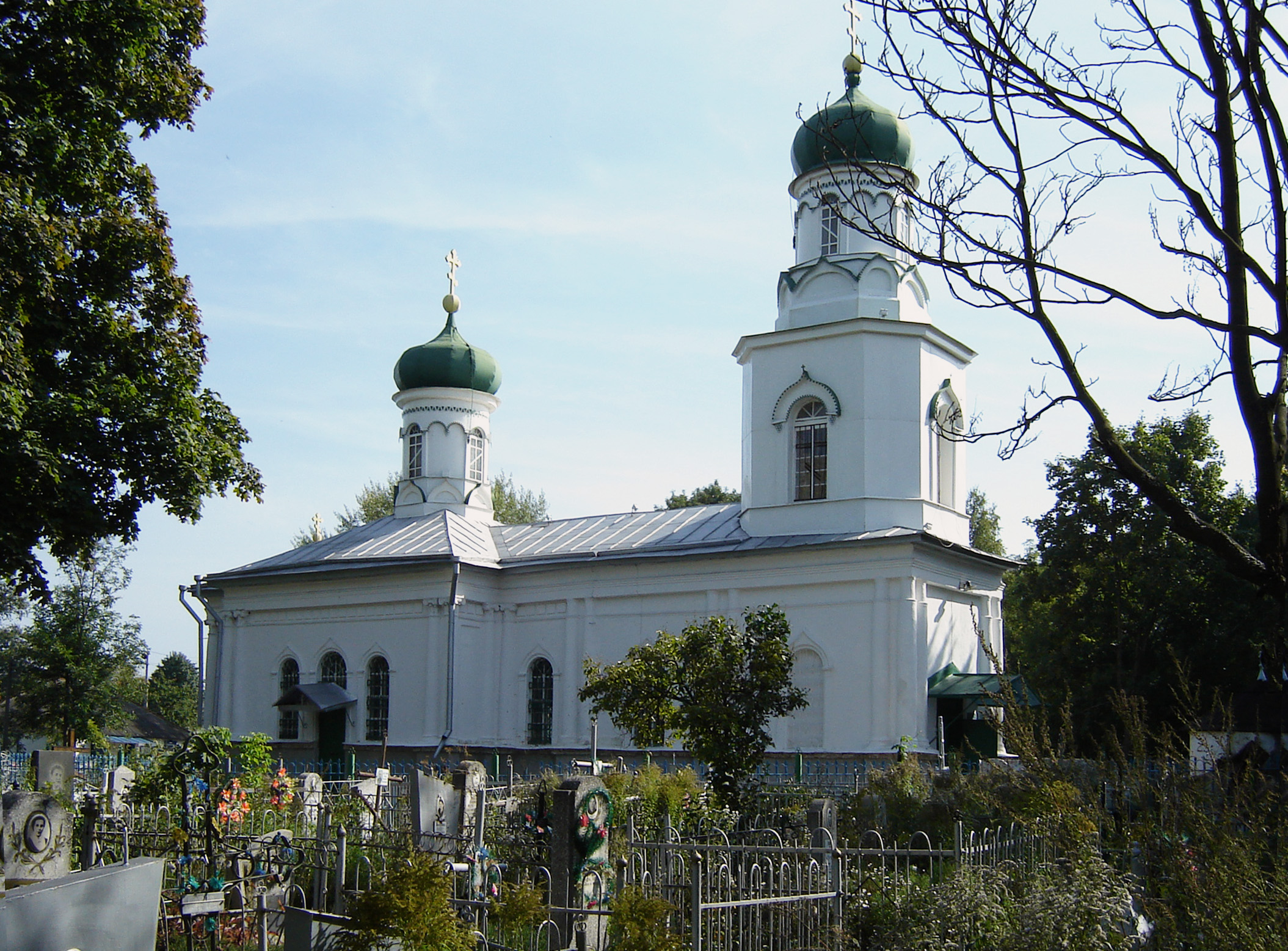
Церква Ікони Божої Матері
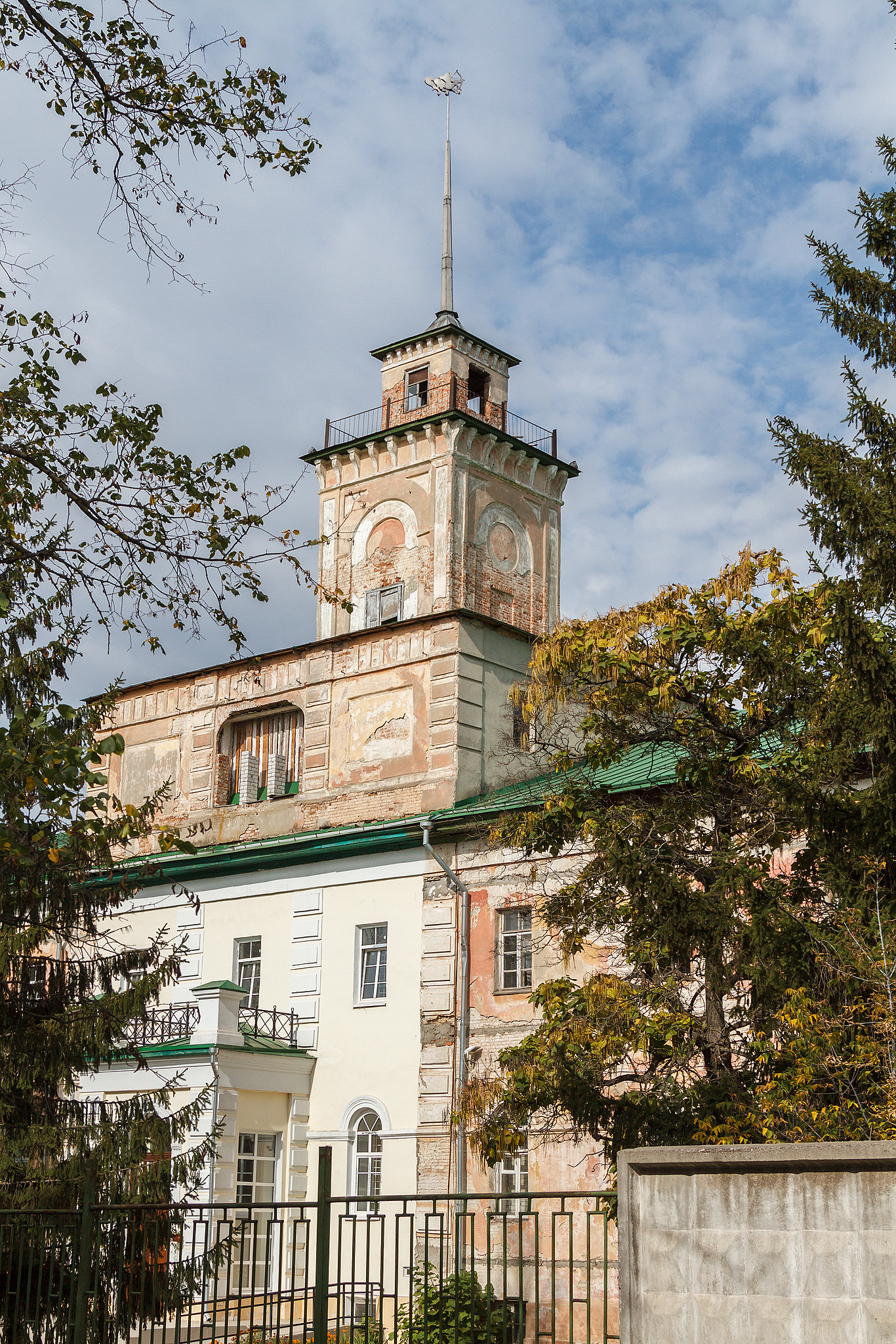
Колишній Штаб військових поселень
Монумент на честь Іллі Рєпіна. Скульптор  М. Г. Манізер, 1956
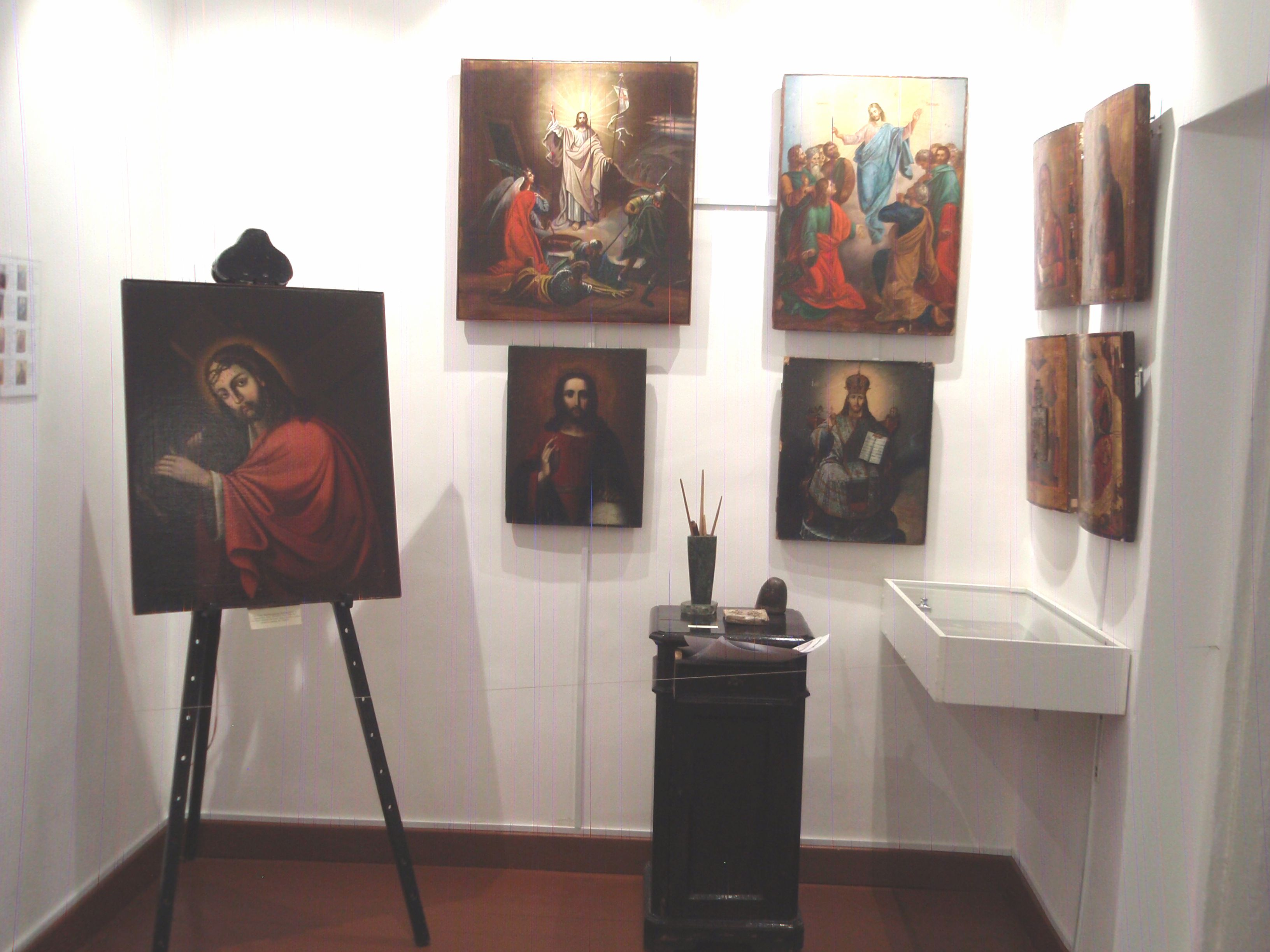
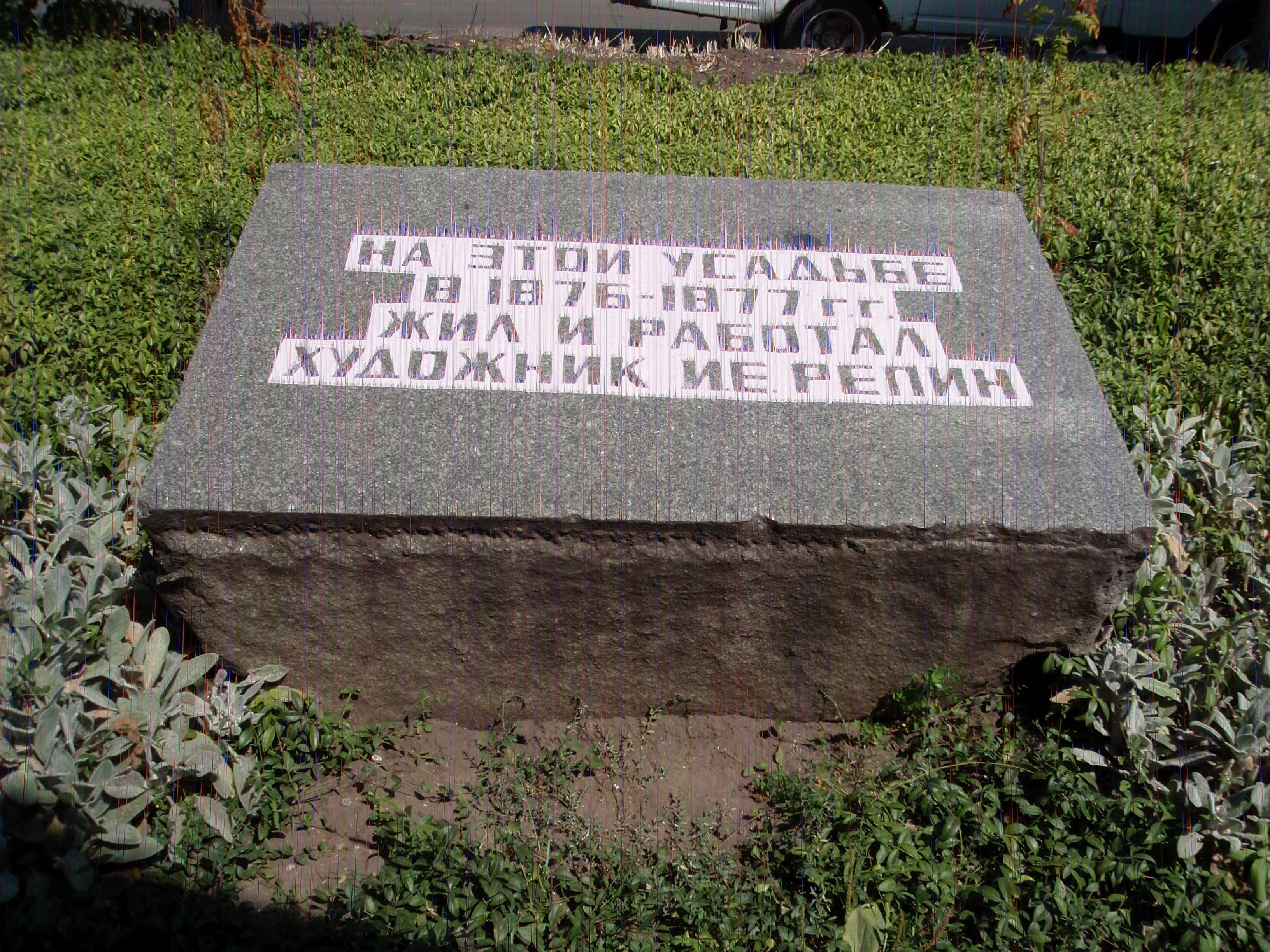
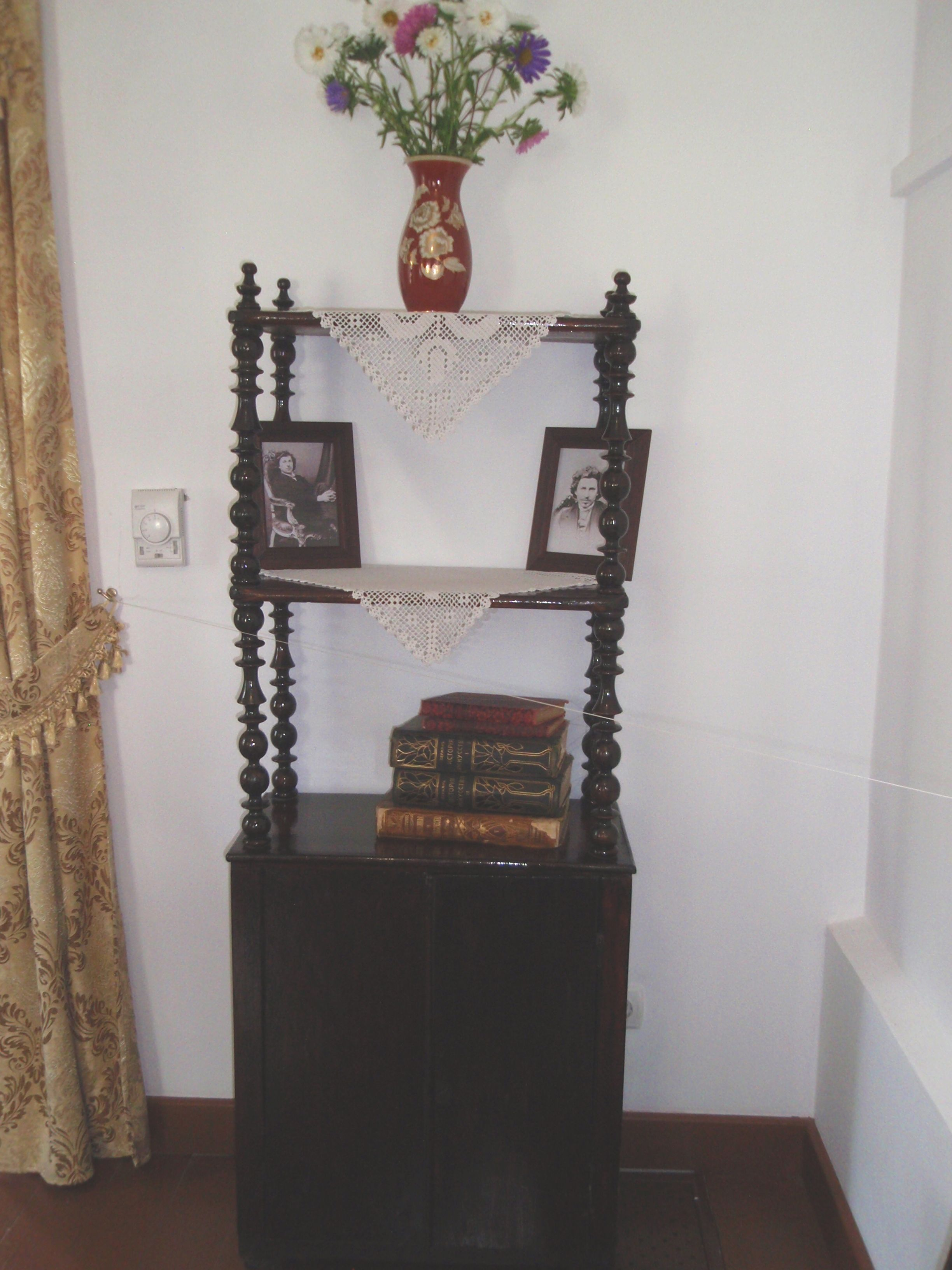
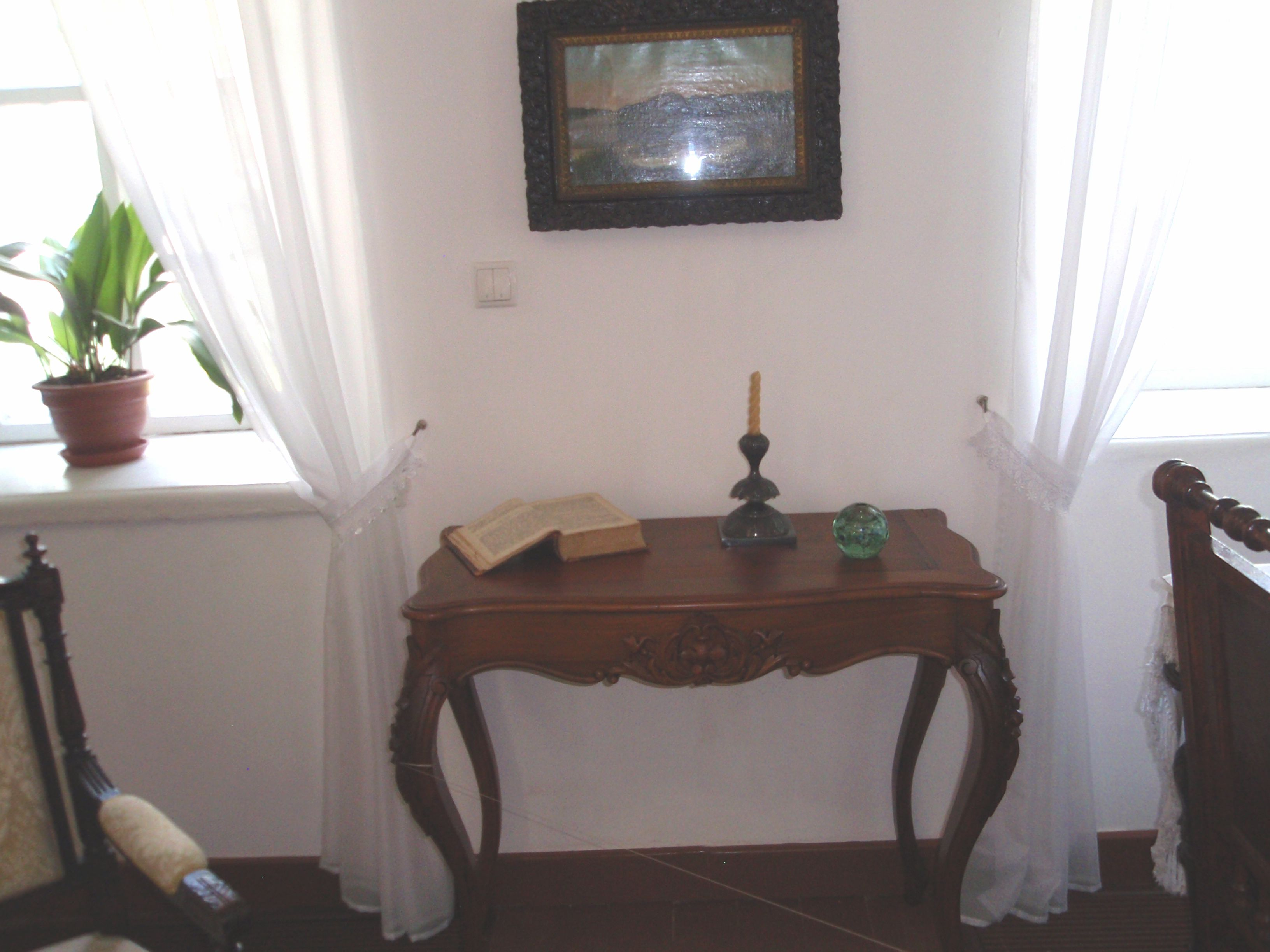
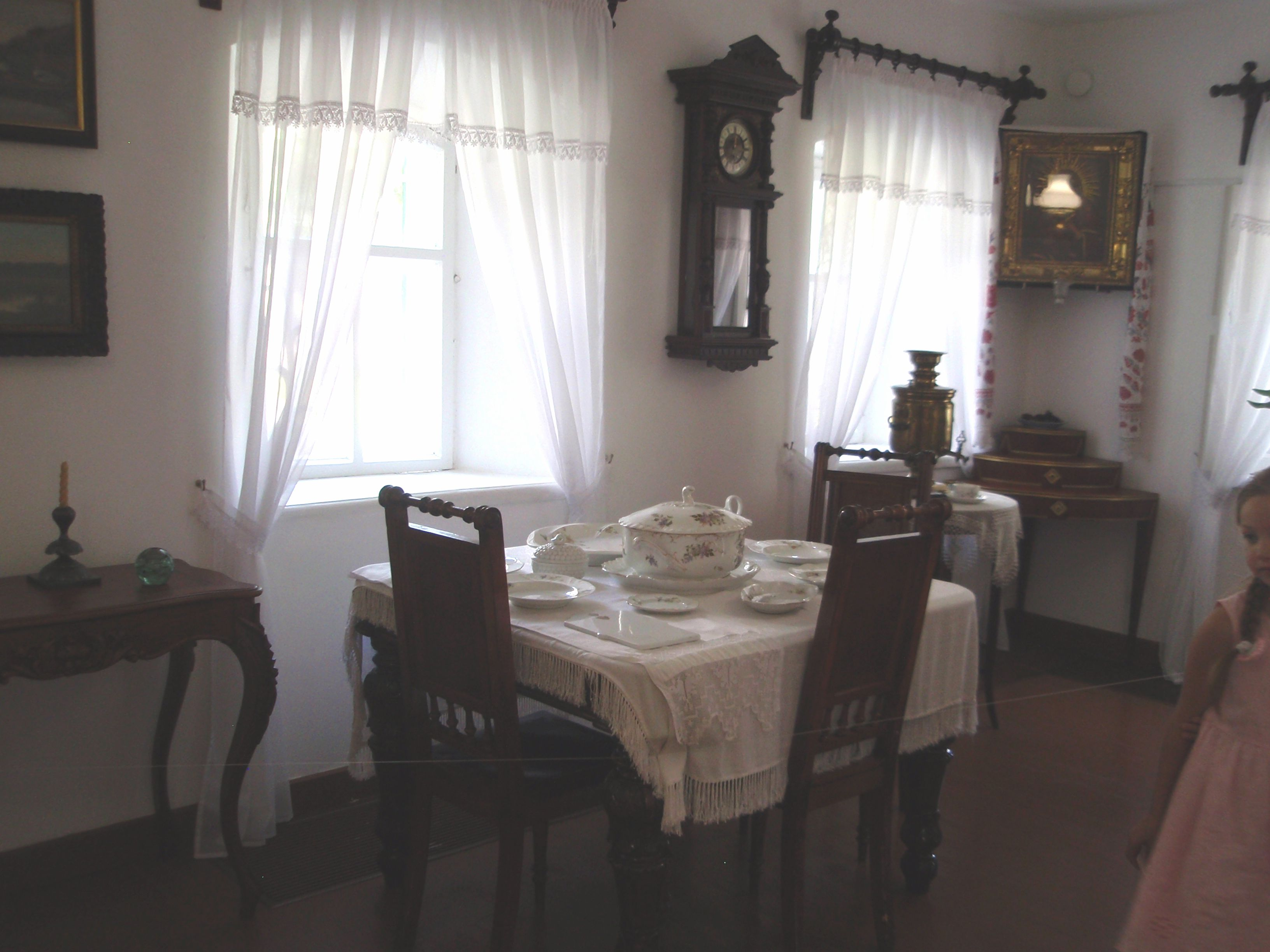
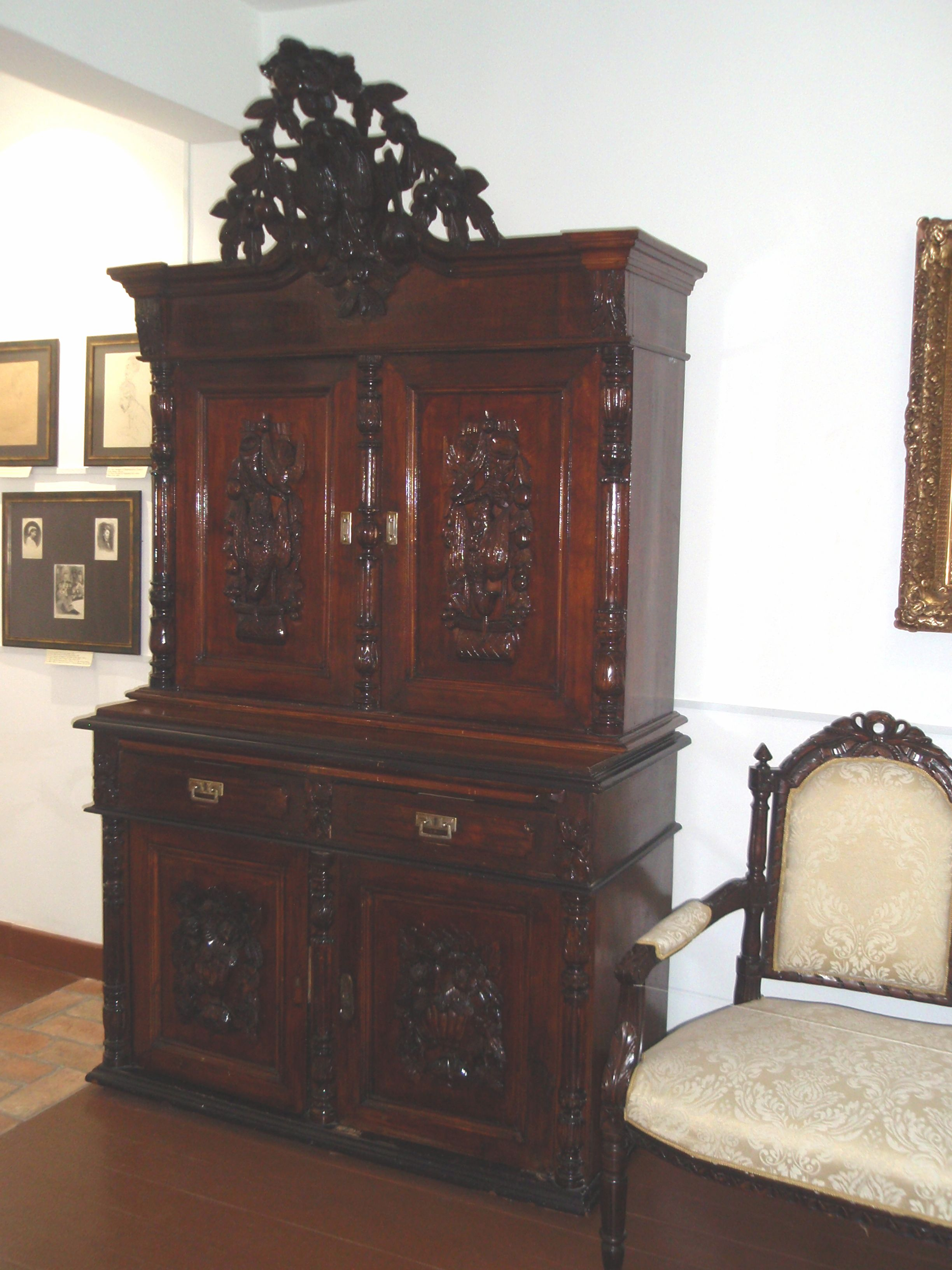
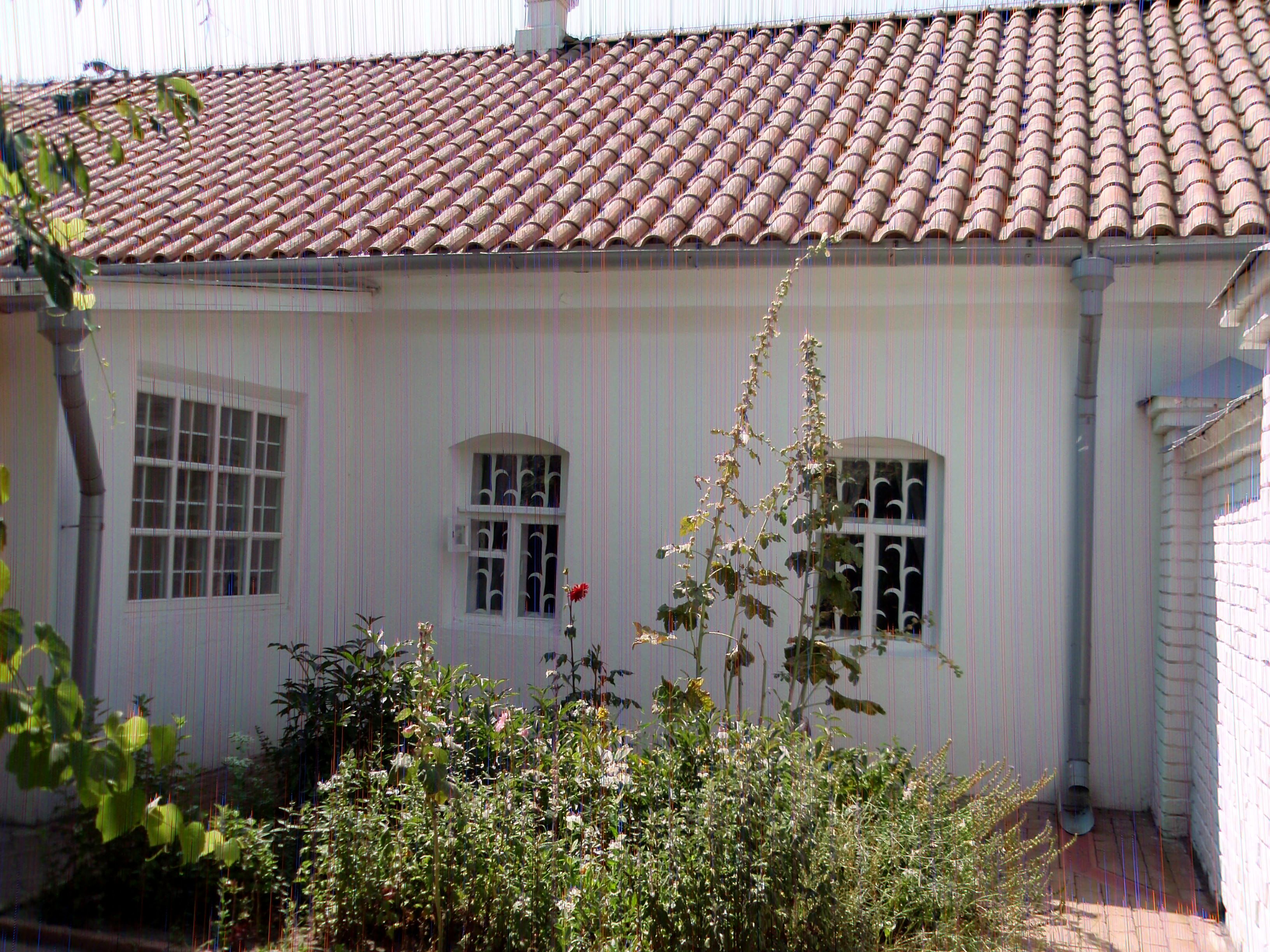
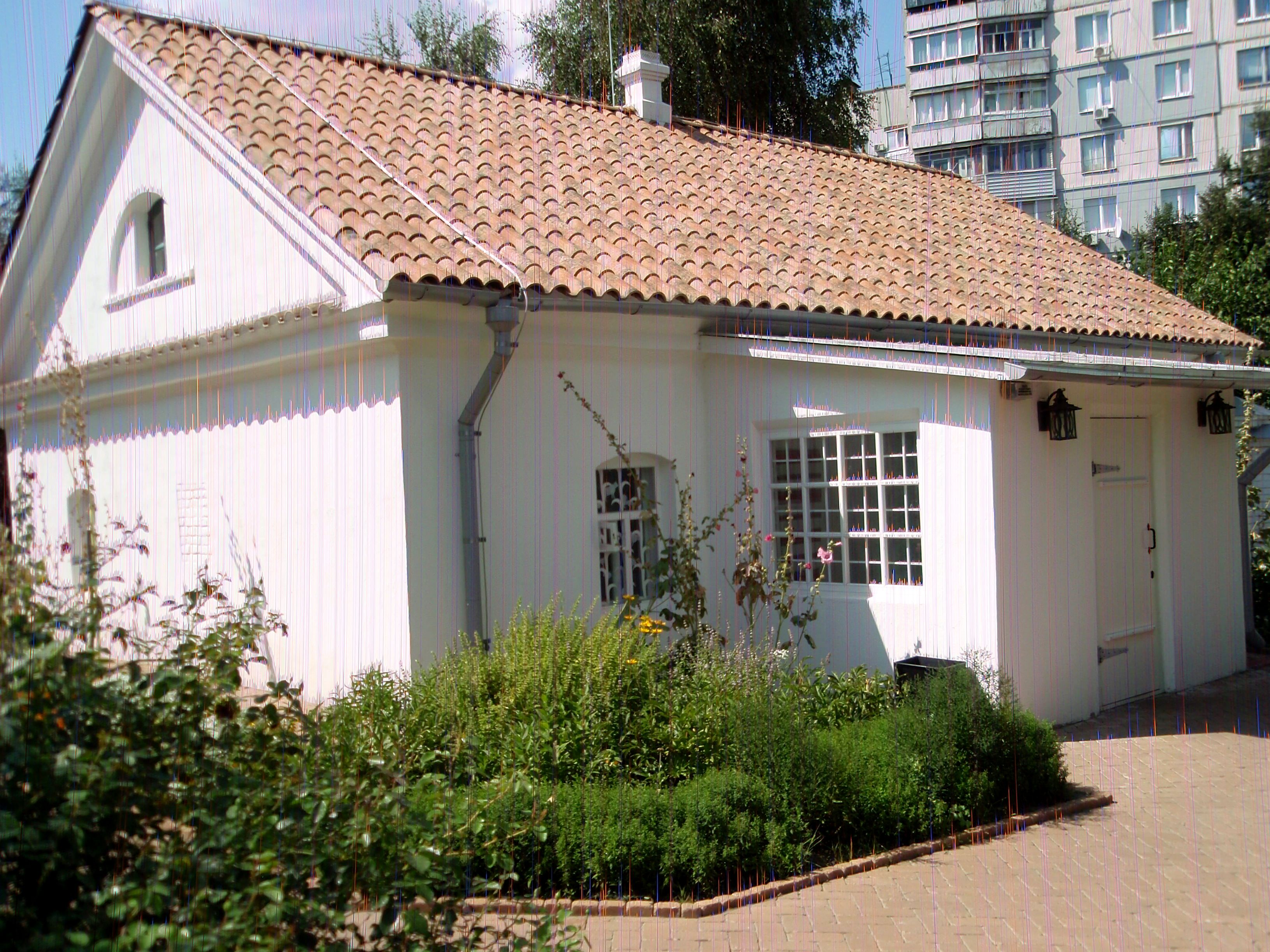
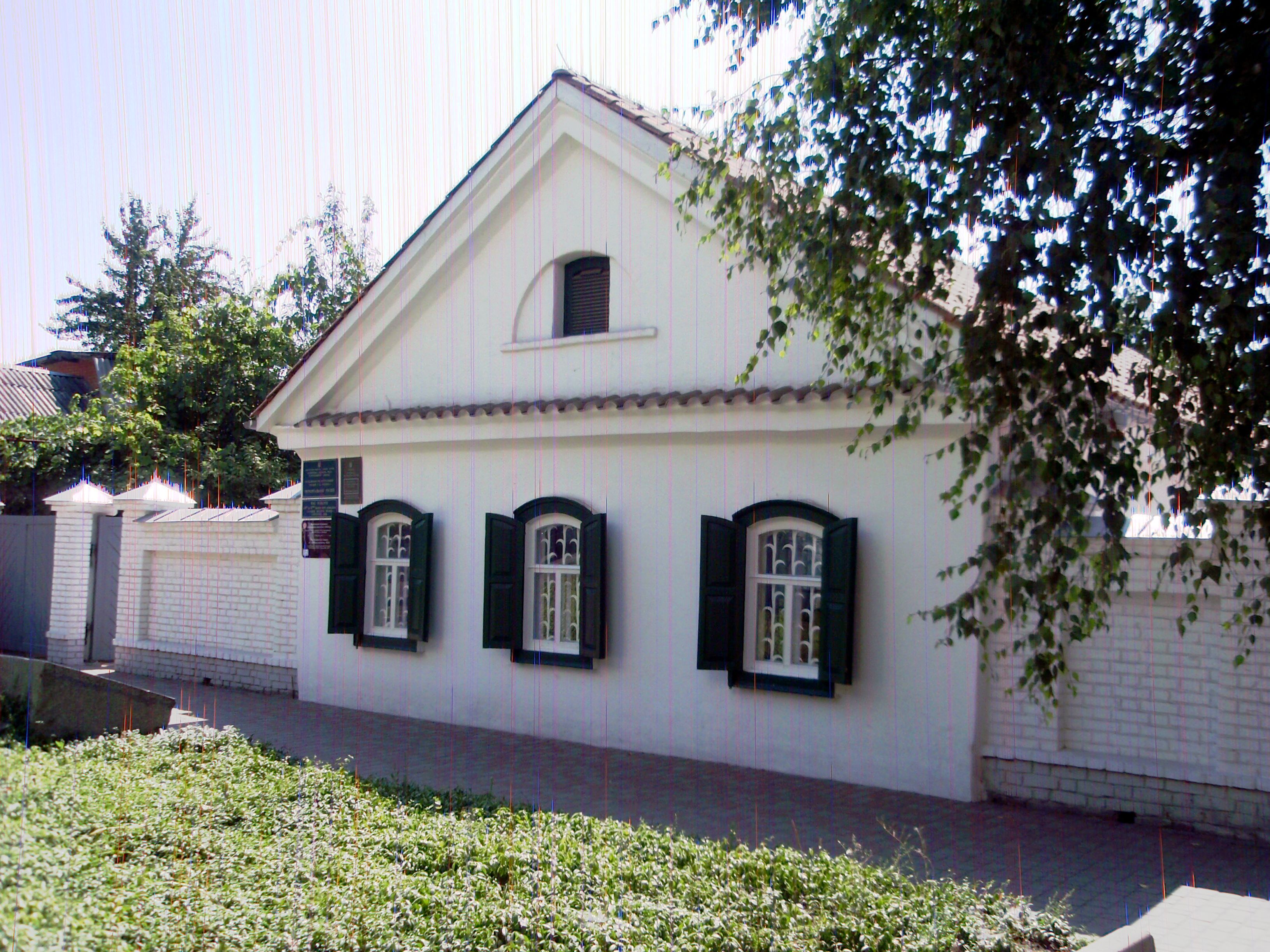